# Central Bicol State University of Agriculture
La Universidad de Agricultura del Estado de Bicol Central (en inglés, Central Bicol State University of Agriculture; en filipino, Sentral na Bikolanong Unibersidad nin Estado kan Agrikultura) es una universidad estatal en la provincia de Camarines Sur, Filipinas, y es el centro regional de educación superior en agricultura en la región de Bicol.
Fundada en 1918, la universidad ahora cuenta con la acreditación SUC nivel IV e ISO 9001: 2015. Su campus principal se encuentra en la capital, Pili, mientras que sus otros campus se encuentran en Pasacao, Sipocot y Calabanga.

## Oferta académica

### Programas de posgrado
- Doctor en Filosofía en Educación para el Desarrollo (Ph.D en Dev.Ed)
- Doctor en Filosofía en Ciencias Vegetales (Ph.D. en PS),
- Maestría en Ciencias en Educación Agrícola (MSAgEd)
- Maestría en Ciencias en Extensión Agrícola (MSAgExt)
- Maestría en Ciencias en Ciencia Animal (MSAS)
- Maestría en Ciencias en Ciencias Vegetales (MSPS)
- Maestría en Ciencias en Protección Vegetal (MSPP)
- Maestría en Ciencias en Gestión de Recursos (MSRM)
- Maestría en Ciencias en Gestión del Riesgo de Desastres (MSDRM)
- Diplomado en Gestión de Riesgo de Desastres (DDRM)
- Diplomado en Gestión Cooperativa (DCM)

### Facultad de Agricultura y Recursos Naturales
- Licenciatura en Ciencias Agrícolas (BSA) - Plan de estudios general (escalonado)

Importante en:
1. Agronomía
2. economía agrícola
3. Extensión agrícola
4. Ciencia Animal
5. Entomología
6. Sistemas agrícolas
7. Plan de estudios general
8. Horticultura
9. Patología de planta
10. Ciencia del suelo

- Licenciatura en Tecnología Agrícola (BAT) -Programa Graduado
- Licenciatura en Ciencias Agroforestales (BSAF)

### Facultad de Artes y Ciencias
Departamentos:
- Departamento de Humanidades (DHu),
- Departamento de Ciencias Naturales y Aplicadas (DNAS)
- Departamento de Educación Física (DPE).

Cursos ofrecidos.
- Licenciatura en Ciencias Ambientales (BSES)
- Licenciatura en Ciencias en Biología (BS Biología)

### Facultad de Educación para el Desarrollo
- Licenciatura en Educación Secundaria (BSE)

Importante en:
1. Ciencia biológica
2. Ciencia física
3. inglés
4. Filipino
5. Matemáticas

- Licenciatura en Educación Primaria (BEEd)
- Escuelas de laboratorio

1. Bachillerato en Informática de Bicolandia (2008-2015)
2. Plan de estudios de educación secundaria enriquecido
3. Educación primaria básica

### Facultad de Economía y Gestión
- Licenciatura en Ciencias en Agronegocios (BSAB)
- Licenciatura en Ciencias en Gestión Agroecoturística (BSAETM)

### Facultad de Ingeniería y Ciencias de los Alimentos
- Licenciatura en Ciencias en Agricultura e Ingeniería de Biosistemas (BSABE) - 5 años
- Licenciatura en Ciencias en Tecnología de Alimentos (BSFT)

### Facultad de Medicina Veterinaria
- Medicina pre-veterinaria de dos años (PVM)
- Doctor profesional de cuatro años en medicina veterinaria (DVM)

## Rectorado
El actual rector de la universidad es el Dr. Alberto N. Naperi. A continuación, se muestran los vicepresidentes actuales en los cuatro sectores principales de la universidad:
| Vicepresidencias                                              | Vicepresidencias              |
| ------------------------------------------------------------- | ----------------------------- |
| Asuntos Académicos                                            | Dra. Ana E. Mirana            |
| Administración y Finanzas                                     | Atty. Dominador F. Faurillo   |
| Investigación, Extensión, Producción y Desarrollo Emprendedor | Dra. Ramona Isabel S. Ramirez |
| Vínculos internos                                             | Prof. Cesar Arman Camba       |